# Devanampiya Tissa
Devanampiya Tissa fou rei de Sinhala o Sri Lanka (307 a 267 aC) successor del seu pare Mutasiva.
Al arribar al tron va enviar una ambaixada dirigida pel seu nebot matern Mahaaritha, el braman de la muntanya Hali, el ministre d'Estat Malla, i el comptable Tissa amb valuosos regals (com safirs, lapislàtzuli, rubís, perles de 8 variats, tres carros reials, dirigida a Dhammasoka (Asoka), rei de Dambadiwa o Maghada, pel qual tenia gran admiració. L'ambaixada va sortir de Jambukola (prop de Jaffna) i va arribar a Pataliputra en 14 dies, presentant els presents al rei Dhammasoka, que va concedir honors als quatre membres de la delegació i va enviar diversos regals pel rei singalès (una diadema, una espasa, un para-sol reial, un casc, un got d'or, fusta de sàndal i altres. L'ambaixada va restar a Pataliputra cinc mesos. El rei Dhammasoka havia adoptat el budisme com a religió i la seva ambaixada demanava al rei singalès fer el mateix.
Mahinda, fill de Dhammasoka, fou enviat a Ceilan amb quatre frares (theres), el seu nebot Sumana i un cosí de nom Bhandu, i van predicar el budisme. Quan es va proposar que algunes dones esdevinguessin predicadores, Mahinda va declarar que no estava autoritzat per ordenar femelles i el rei Devanampiya_Tissa va enviar al seu ministre Arittha al rei Dharmasoka demanant que li enviés a la seva filla Sanghamitta amb el propòsit de ordenar a l'esposa del rei i altres dones. Efectivament Sanghamitta va anar al país tot i l'oposició del seu pare el rei.
Devanampiya Tissa va consagrar Anuradhapura i va marcar els límits de la zona consagrada amb una arada daurada). Trenta mil persones es van fer monjos en aquest temps. El germà del rei Mahanaga fou nomenat rei subordinat tot i l'oposició constant del ministre Anula que aspirava a governar el regne en nom del fill menor del rei. Anula va intentar enverinar a Mahanaga i el fill del rei, que vivia amb el seu oncle, va menjar accidentalment la fruita enverinada i va morir. Mahanaga per temor a ser acusat, es va dirigir al sud encara sense cultius, i es va crear un regne a Ruhuna amb capital a Magama (o Mahagama), conservant la religió budista i estenent l'agricultura.
Es va construir un embassament anomenat Tissa Wewa encara emprat avui dia pel cultiu dels camps d'arròs de l'entorn d'Anuradhapura.
Va morir el 267 aC després d'un regnat de 40 anys dedicats principalment a la difusió de la religió budista. El va succeir el seu germà Uttiya